# Premio Cervantes Chico
Premio Cervantes Chico es un premio literario concedido anualmente por el Ayuntamiento de Alcalá de Henares, cuyo fin es reconocer públicamente la obra y los méritos de un autor de Literatura infantil y juvenil en español. Se instauró en el año 1992.

## Objetivos
Entre sus objetivos pretende "distinguir a un escritor o escritora de lengua castellana cuya trayectoria creadora destaque por su labor en el campo de la literatura infantil y juvenil". También intenta estimular los hábitos de lectura entre la población infantil y juvenil, así como promover y motivar a los escolares los valores humanos, por lo que también se premia a estudiantes de Alcalá de Henares que hayan destacado en estas virtudes.En el año 2017 se entregó al Club Biblioteca del CEIP Juan de Austria «por su incansable fomento de la lectura desde el año 2010, y por fomentar el valor de la cultura y el respeto a la diferencia».

## Historia

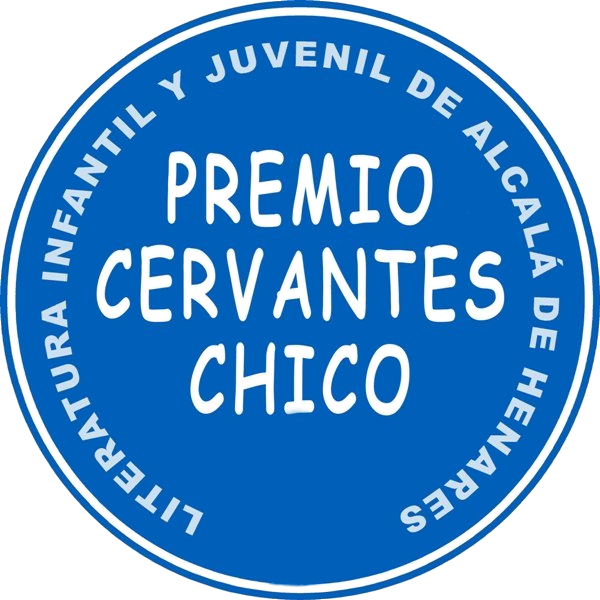
Logo

La Concejalía de Educación del Ayuntamiento de Alcalá de Henares, con el patrocinio de la Asociación de Libreros y Papeleros, desarrolló en el año 1990 una campaña de animación a la lectura entre los escolares de la ciudad. Al año siguiente, se repitió la experiencia y en el acto de entrega de Premios a los estudiantes colaboró la escritora Juana Mayoral, galardona por su labor de creación y difusión en el campo de la literatura infantil y juvenil. 
Inicialmente el galardón se denominó "Premio Complutense", pero después fue rebautizado como "Premio Cervantes Chico". El acto de entrega se celebra habitualmente en el Teatro Salón Cervantes. Desde el año 2019, añadió una nueva categoría, Reconocimiento Especial Cervantes Chico Iberoamericano, creado en colaboración con la Cátedra Iberoamericana de Educación de la Universidad de Alcalá y la Organización de Estados Iberoamericanos para la Educación, la Cultura y la Ciencia(OEI).
Además, hay otras categorías dedicadas exclusivamente a la comunidad educativa complutense:
- Escolar Cervantes Chico.
- Maestro/a Cervantes Chico.
- Madres, padres y tutores Cervantes Chico.

## Autores premiados
| Año  | Edición | Premio Cervantes Chico                    | Imagen | Reconocimiento Especial Cervantes Chico Iberoamericano | Imagen |
| ---- | ------- | ----------------------------------------- | ------ | ------------------------------------------------------ | ------ |
| 2025 | XXIX    | Edgar Allan García                        |        |                                                        |        |
| 2024 | XXVIII  | Begoña Oro Pradera                        |        | Renée Ferrer de Arréllaga                              |        |
| 2023 | XXVII   | Pedro Mañas Romero                        |        | María Fernanda Heredia                                 |        |
| 2022 | XXVI    | Mar Benegas                               |        | María José Ferrada                                     |        |
| 2021 | XXV     | Roberto Santiago                          |        | Hena González de Zachrisson                            |        |
| 2020 | XXIV    | Care Santos                               |        | Edna Iturralde de Howitt                               |        |
| 2019 | XXIII   | Carlo Frabetti                            |        | María López Vigil                                      |        |
| 2018 | XXII    | Mónica Rodríguez Suárez                   |        |                                                        |        |
| 2017 | XXI     | Gonzalo Moure                             |        |                                                        |        |
| 2016 | XX      | Ana Alcolea                               |        |                                                        |        |
| 2015 | XIX     | César Mallorquí                           |        |                                                        |        |
| 2014 | XVIII   | Maite Carranza                            |        |                                                        |        |
| 2013 | XVII    | Francisco de Paula Fernández (Blue Jeans) |        |                                                        |        |
| 2012 | XVI     | Jordi Sierra i Fabra                      |        |                                                        |        |
| 2011 | XV      | Laura Gallego                             |        |                                                        |        |
| 2010 | XIV     | Fernando Lalana                           |        |                                                        |        |
| 2009 | XIII    | Pilar Mateos Martín                       |        |                                                        |        |
| 2008 | XII     | Alfredo Gómez Cerdá                       |        |                                                        |        |
| 2007 | XI      | María Menéndez-Ponte                      |        |                                                        |        |
| 2006 | X       | Ricardo Gómez                             |        |                                                        |        |
| 2005 | IX      | Marinella Terzi                           |        |                                                        |        |
| 2004 | VIII    | Santiago García-Clairac                   |        |                                                        |        |
| 1999 | VII     | Elvira Lindo                              |        |                                                        |        |
| 1998 | VI      | Martín Casariego Córdoba                  |        |                                                        |        |
| 1997 | V       | Joan Manuel Gisbert                       |        |                                                        |        |
| 1996 | IV      | Concha López Narváez                      |        |                                                        |        |
| 1995 | III     | Gloria Fuertes                            |        |                                                        |        |
| 1993 | II      | Monserrat del Amo                         |        |                                                        |        |
| 1992 | I       | Juan Muñoz                                |        |                                                        |        |